# ダムパークいばきた
ダムパークいばきた（ダムパークいばきた）は、大阪府茨木市北部地域（通称いばきた）に位置する安威川ダム周辺に整備された公園で、「公共施設」と「民間施設」が共存する都市公園という特徴がある。
湖畔ゾーンと風の丘ゾーンの2つのゾーンがあり、湖畔ゾーンは2024年4月23日に一部エリアが先行オープン、風の丘ゾーンは2024年7月29日にオープンした。「ダムパークいばきた」という名称は、全国から案を募集し、市民投票と関係者の意見等を踏まえて決定された。
用地の確保と造成は市が行ない、建設や運営は民間事業者が担当した。ダム建設（治水対策）という事業効果だけでなく、ダム建設に対する地元への補償的な意味で地域振興に生かすことを踏まえた事業である。
2025年3月17日には、湖畔ゾーンに民間吊橋エリアである「GRAVITATE OSAKA」がオープンした。以後、にぎわい検討エリア、デッキエリア、多目的運動広場エリアが順次オープン予定となっている。

## GRAVITATE OSAKA
ダム湖にかかる歩行者専用つり橋を中心とした民間施設エリア。つり橋の長さは、これまで日本最長とされていた静岡県三島市の「三島スカイウォーク」の400ｍを上回る420ｍ。主塔は入り口側が高さ60ｍ、反対側が12ｍと非対称なデザインになっている。吊り橋の中ほどにはバンジーデッキがあり、湖めがけてジャンプする「ブリッジバンジー」やバンジージャンプとブランコを組み合わせたような「ブリッジスイング」といった、橋を活用したアクティビティーを楽しむことができる。吊り橋の湖面からの高さは55ｍで、中央部分からは大阪市内を望むことができる。施設内にはレストランがあり、ダム湖をイメージしたカレーや地元の食材を使ったスイーツなどが提供される。

## アクセス（湖畔ゾーン）
車の場合
- 名神高速道路「茨木IC」から15分程度
- 新名神高速道路「千提寺IC」から5分程度
- 駐車場台数 178台 バス28台（有料：普通車100円/30分（昼間最大600円）、バス2,000円/回／営業時間07:00～21:00）
  - 2024年12月19日 14:00よりパーク入口の交差点および信号の運用が開始され、右折入場が可能となった。

公共交通機関の場合
- 阪急バス・車作線「ダムパークいばきた前」停留所より、徒歩340m
  - 2025年3月20日より供用開始する停留所。同日からは土日祝に限り、阪急茨木市駅西口とダムパークいばきた前を結ぶ区間便が往路9便・復路8便（おおむね1時間に1本程度）が運行される。同停留所が供用開始するまでは「生保」停留所が最寄（徒歩300m）であったが、同停留所を経由する車作線の本数が僅少であったため、公式サイトでは案内がなされなかった。
- 阪急バス・茨木サニータウン線「茨木山手台七丁目」バス停より、徒歩1.3km
  - 阪急茨木市駅・JR茨木駅から左回り・右回りあわせて、おおむね1時間に3本程度が運行されている。
- 北港観光バス「ダムパークいばきた」停留所
  - 2025年3月17日より運行開始。JR茨木駅より直通シャトルバスが1日8往復される。
  - 臨時駐車場やダム湖両岸とダムパークいばきたを循環する安威川ダム湖周遊バスが区間便をあわせて1日30便が運行される。

## 主な出来事
- 2024年4月23日 - 湖畔ゾーン（拠点施設エリア、広場エリア）オープン
- 2024年7月29日 - 風の丘ゾーンオープン
- 2024年12月19日 - パーク前の交差点および信号の運用開始、第2駐車場運用開始
- 2025年3月17日(予定) - GRAVITATE OSAKAオープン[1]
- 2027年以降(予定) -  湖畔ゾーン（にぎわい検討エリア、デッキエリア、多目的運動広場エリア）オープン予定